# Capela Paulina

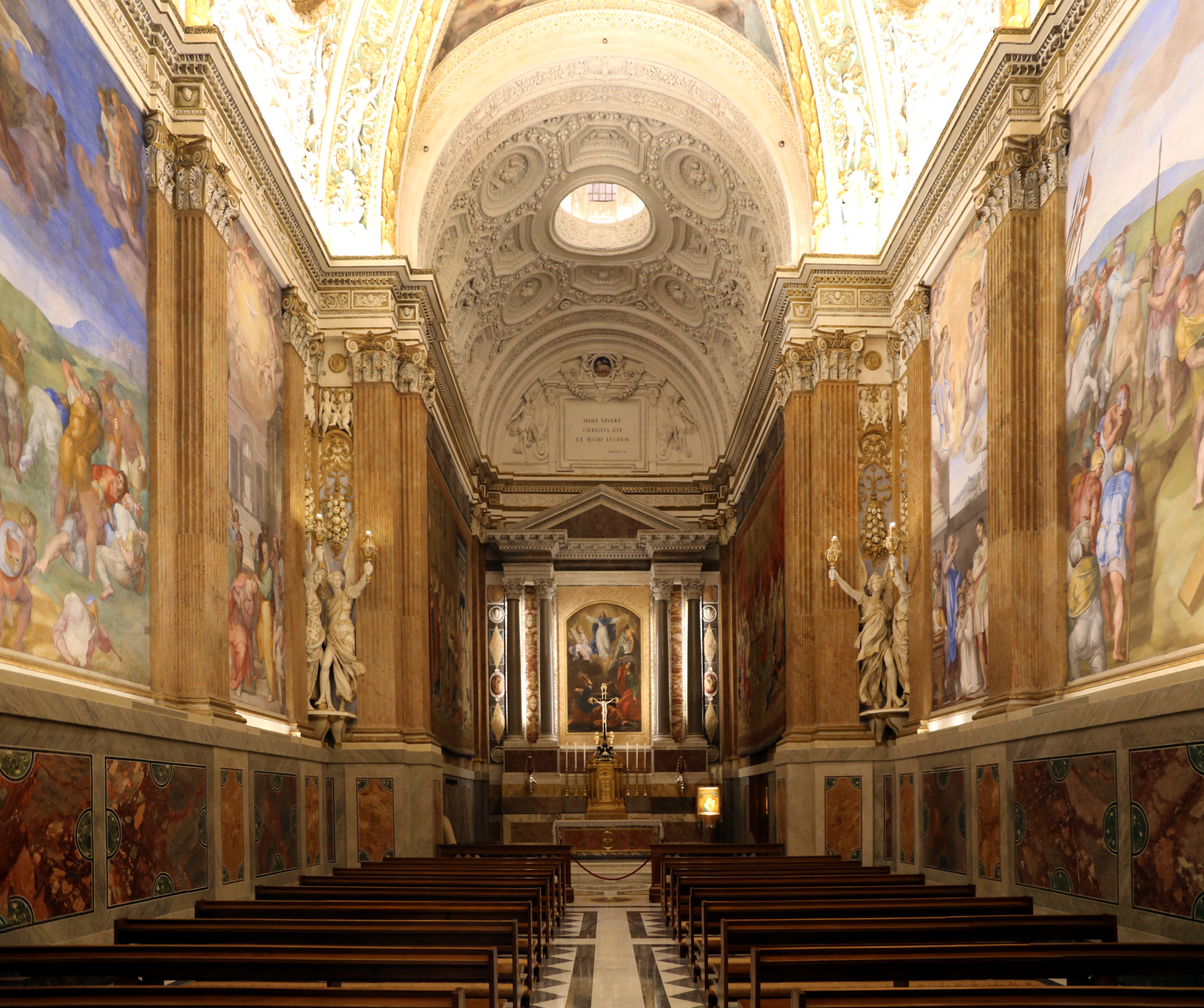
Capela Paulina

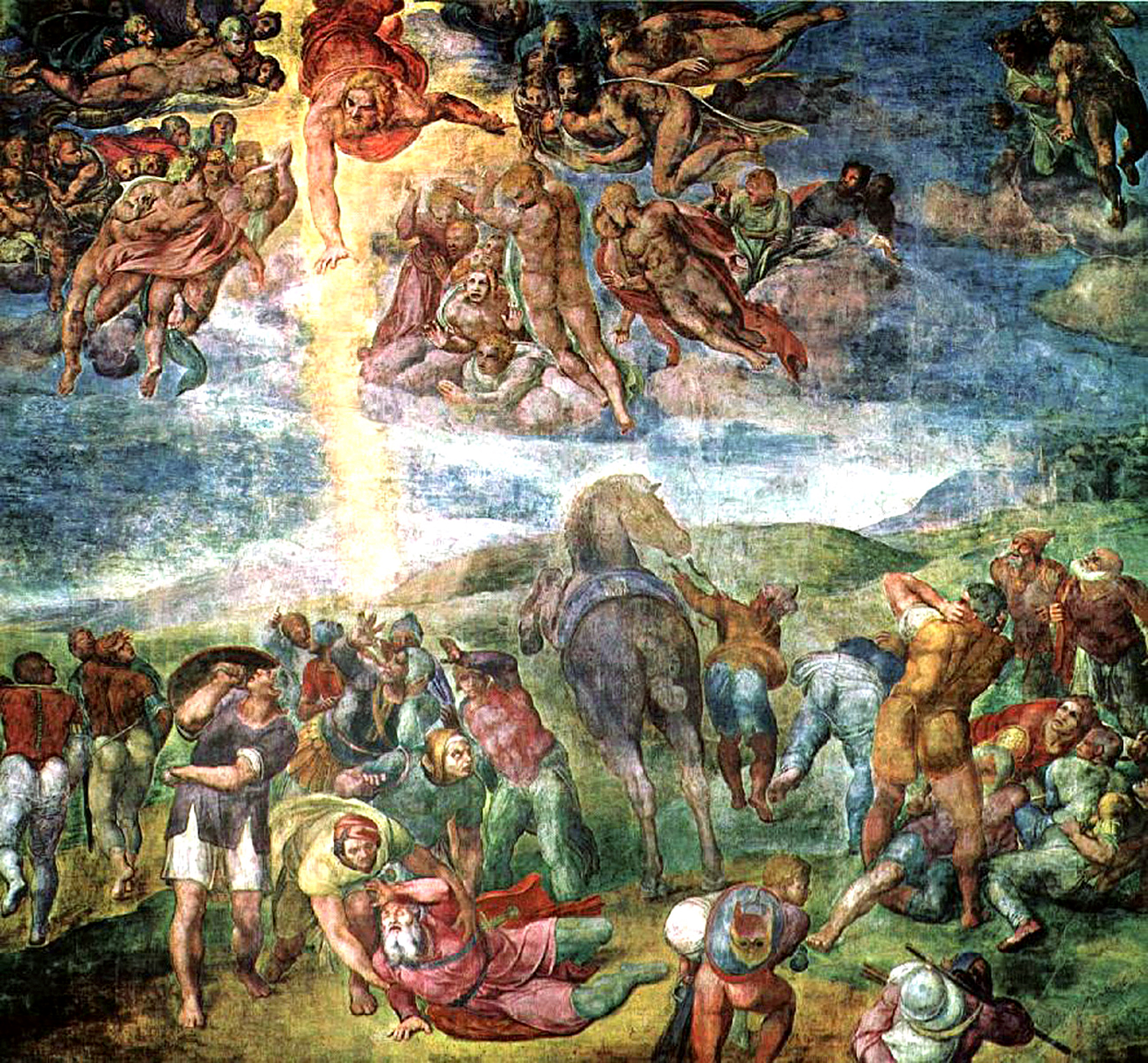
Michelangelo: A conversão de Saulo, Capela Paulina

A Capela Paulina (em italiano:  Cappella Paolina al Vaticano) é uma famosa capela que serve como igreja paroquial no Palácio do Vaticano. Foi construída pelo papa Paulo III, daí o seu nome. O arquiteto foi Antonio da Sangallo e foi decorada com afrescos de Michelangelo, Lorenzo Sabbatini e Federico Zuccari. Michelangelo pintou dois frescos nesta capela: A conversão de São Paulo e a A crucifixão de São Pedro.[carece de fontes?]
Outras pinturas na capela são obra de Lorenzo Sabbatini e Federico Zuccaro. As estátuas da parte posterior são de P. Bresciano.
A capela é usada nos conclaves para a récita de um sermão preparatório, no qual os membros do Colégio dos Cardeais se reúnem para refletir sobre a sua obrigação de dar à Igreja o seu filho mais capaz como governante e guia. Os cardeais depois deslocam-se para a Capela Sistina. Enquanto dura o conclave ali todos os dias se canta uma missa solene "De Spiritu Sancto" em honra ao Espírito Santo.
Há outras duas Capelas Paulinas em Roma: uma na Basílica de Santa Maria Maior e a Cappella Paolina di Palazzo del Quirinale no Palácio do Quirinal.[carece de fontes?]